# Icktener Bach
Der Icktener Bach, im unteren Verlauf Staader Bach genannt, ist ein knapp vier Kilometer langes Fließgewässer der Niederung auf dem Gebiet der Städte Essen und Mülheim an der Ruhr in Nordrhein-Westfalen. Er ist ein östlicher und rechter Zufluss der Ruhr.

## Geographie

### Verlauf
Der Icktener Bach entspringt innerhalb der Gemarkung des Essener Stadtteils Kettwig auf einer Höhe von etwa 142,6 m ü. NHN südöstlich der Hofschaft Berchem. Seine Quelle liegt in einem Feld direkt westlich der Straße Springberg
Er fließt in südliche Richtung, östlich an der Icktener Siedlung vorbei, dann nach Westen. Als Staader Bach fließt er beim Staader Hof in Ickten rechtsseitig in die Ruhr. 

### Einzugsgebiet
Das 2,278 km² große Einzugsgebiet des Icktener Bachs liegt im Ruhrtal und wird durch ihn über die Ruhr und den Rhein zur Nordsee entwässert.
Es grenzt
- im Osten an das Einzugsgebiet des Schuirbachs, der in die Ruhr mündet,
- im Südosten an das des Brederbachs, der ebenfalls ein Zufluss der Ruhr ist,
- im Nordwesten an das des Zinsbach, der in die Rossenbeck mündet und
- im Norden an das des Ruhrzuflusses Rossenbeck direkt.

Der größte Teil des Einzugsbereiches wird als Ackerland genutzt.

## Natur und Umwelt
2018 gab es Proteste gegen Bebauungspläne im Bachtal.
2019 schrieb die Stadt Essen: „Der Icktener Bach wurde im Jahre 2006 einer  Bestandsaufnahme  unterzogen. Vor dem Hintergrund der Ergebnisse  wurde  das  Entwicklungspotential insgesamt  als  eher  gering eingestuft. Eine  Teilöffnung des Icktener  Baches  ist  aufgrund des geringen ökologischen Potentials  für  das  Gewässer  derzeit  nicht  vorgesehen. Hinsichtlich  der Gewässertiefenlage und  der  vorhandenen  baulichen  Zwangspunkte  (Am  Hammershöfchen,  Icktener  Straße, RÜB) ist  eine  Teilöffnung zudem wasserbaulich  und  wirtschaftlich  nicht  sinnvoll  und  wird somit   nicht angestrebt. Die   städtebauliche   Planung   steht jedoch einer   möglichen zukünftigen  Offenlegung  des  Gewässers  nicht  entgegen,  sollten sich  in  der  Zukunft maßgebliche Rahmenbedingungen ändern.“